# Mateóc
Mateóc (szlovákul Matejovce, németül Matzdorf) Poprád településrésze Szlovákiában, az Eperjesi kerület Poprádi járásában. Ma mintegy 2900 lakosa van.

## Fekvése
A Poprád völgyében fekszik, ma Poprád város északkeleti csücskét képezi.

## Nevének eredete
Nevét egykori Máté nevű birtokosáról kapta.

## Története
Területe már a bronzkorban lakott volt.
Oklevél 1251-ben említi először. 1412-ben ez is az elzálogosított városok közé tartozott. A település egykor szűcseiről, tímárairól, lakatosairól volt híres.
A 18. század végén Vályi András így ír róla: „MATEJÓCZ. Villa Mathaei. Matejovcze. Marzdorf. Egy a’ 16 Városok közzűl Szepes Várm. földes Ura Márjási Uraság, lakosai katolikusok, és evangelikusok, fekszik Poprád vize mellett, Szombathelynek szomszédságában, 1718dikban tsak nem egészszen el égett vala. Lakosai jó leneket készítenek, serrel, pályinkával is kereskednek, határja, legelője meg lehetős, lovai jelesek, tűzre fája kevés van.”
Fényes Elek 1851-ben kiadott geográfiai szótárában így ír a városról: „Mathaeocz, Mathei Villa, Maczdorf, város, Szepes vmegyében, a Poprád bal partján, ut. postája Késmárkhoz 1 1/2 órányira, 100 kath., 1216 evang.-német lakosokkal, kik pálinka- sör- eczetfőzésből, lentermesztésből, sertéshizlalásból és lótenyésztésből keresik élelmöket. Kath. és evang. paroch. templom.”
1910-ben 1609-en, többségében németek lakták, jelentős szlovák és magyar kisebbséggel. A trianoni diktátumig Szepes vármegye Szepesszombati járásához tartozott.
1974-ben csatolták Poprádhoz.

## Nevezetességei
- Gótikus, Szent István királynak szentelt római katolikus plébániatemploma a 14. század első felében épült, korabeli szárnyas oltárral, később barokkizálták. Harangtornya a 16. század végén épült, a 18. században copf díszítést kapott.
- Az evangélikus templom 1785-ben épült.
- 2005-ben és 2006-ban egy feltehetőleg vandál előkelő kamrasírját tárták fel a régészek (Tátraaljai Múzeum), melyet a dendrochronológiai vizsgálatok alapján 380-ra kelteztek +/- 28 év toleranciával. Lásd: Mateóci kamrasír.

## Híres személyek
- Itt született 1799. szeptember 11-én Martin Ludwig Theisz evangélikus lelkész.
- Itt született 1863-ban Hőnel Béla építész.[3]

## Lásd még
- Poprád
- Felka
- Strázsa
- Szepesszombat